# (36764) 2000 RH83
2000 RH83 (asteroide 36764) é um asteroide da cintura principal. Possui uma excentricidade de 0.16253360 e uma inclinação de 1.70556º.
Este asteroide foi descoberto no dia 1 de setembro de 2000 por LINEAR em Socorro.